# قائمة ألقاب ومصطلحات مملوكية
قائمة بألقاب والمصطلحات السياسية وغير السياسية الدارجة في عهد المماليك:
| المصطلح                                       | التعريف |
| --------------------------------------------- | --- |
| هامش                                          | دار : كلمة فارسية تعني ماسك. وتدخل في كثير من أسماء الوظائف المملوكية مثل "الدوادار" و"الركاب دار" و"الخزندار" و"البرددار". خاناه : كلمة فارسية تعني بيت.وتدخل في كثير من أسماء الحواصل مثل "الطشت خاناه" و"الطبلخاناه". شاد : صاحب وظيفة تسمى الشد. وتعنى متخصص في أو متكلم في، وتضاف إلى مجالات متعددة مثل شاد العمائر وشاد الدواوين. |
| أجناد الحلقة                                  | هم محترفي الجندية من أولاد المماليك وعرفوا أيضاً باسم "أولاد الناس"، وهم الفئة النظامية في الجيش ولا يتغيرون بتغير السلطان الحاكم ويشكلون قلب الجيش ودعامته وقت الحرب، ولكل مائة منهم نقيب أو باش ولكل أربعين مقدم وتصرف مرتباتهم من ديوان الجند                                                                                         |
| أمير                                          | مقدم الفرسان. ولكل أمير طبقة تبعاً لعدد فرسانه. |
| أمير آخور                                     | رئيس الإصطبل السلطاني والمشرف على خيله. |
| أمير خمسة                                     | أمير تحت أمرته خمسة فرسان. أمير من الطبقة الرابعة وهي أقل درجات الإمارة وتوازي درجة كبار الأجناد. |
| أمير عشرة                                     | أمير تحت أمرته عشرة فرسان وأحياناً عشرين. أمير من الطبقة الثالثة. منهم يكون صغار الولاة وأرباب الوظائف. |
| أمير طبلخاناه                                 | أي أمير يدق الطبول والأبواق على أبوابه. وهو أمير تحت أمرته غالباً أربعين فارس. أمير من الطبقة الثانية. منهم يكون أرباب الوظائف وكبار الولاة. |
| أمير مئين                                     | مقدمو الألوف. أمير تحت أمرته مائة أو ألف فارس ممن دونه من الأمراء. وهو أمير من الطبقة الأولى وهي أعلى مراتب الإمارة. منهم يكون النواب وأكابر أرباب الوظائف. |
| أمير مجلس                                     | مشرف وحارس على كرسي وسرير السلطان. |
| أمير علم                                      | أمير من أمراء العشرات كان يشرف على الطبلخاناه |
| أمير سلاح                                     | حامل سلاح السلطان. وهو مقدم السلاح دارية من المماليك السلطانية، والمشرف على السلاح خاناه السلطانية. |
| أمير شكار                                     | مشرف على الجوارح السلطانية من الطيور والصيود. كان من أمراء العشرات. |
| أمراء العربان                                 | رؤساء بيوت القبائل من أصول عربية التي وردت على مصر وأقامت بها، ومنها بنو شاد وبنو عجيل وكانوا يسكنون بالقصر الخراب بقوص، وأولاد بني جحيش وكانت منازلهم في دروة سرمام، وأولاد زعازع، وأولاد قريش (ليست قريش مكة المعروفة)، وبنو عمر بجرجا، وأولاد غريب بدهروط وغيرها. من أشهر أمراء العربان خثعم بن نمي بالوجه البحري.                   |
| أتابك                                         | تعني الأب الأمير وهو أمير الجيوش أي القائد العام للجيش. وهو أكبر الأمراء المقدمين بعد نائب السلطنة. ويدعى أيضاً أتابك العساكر لم تكن له صلاحيات أمر ونهي. |
| استدار                                        | وتكتب كثيراً أستادر بضم الألف وهو خطأ. الاستدار كان يشرف على كل بيوت السلطان من مطابخ وحاشية وجاشنكرية ونفقات وكسوة. |
| استدار الصحبة                                 | أيضاً أستادار الصحبة وهو خطأ، المشرف على المطبخ السلطاني والطعام وخدمة السماط. عادة أمير عشرة. |
| إسكندر الزمان                                 | من ألقاب السلطان. |
| أهوار                                         | جمع هُري، مخازن للغلال والأتبان الخاصة بالسلطان احتياطاً للطواريء الاقتصاية وكانت لا تفتح إلا عند الضرورة. |
| سكرجة                                         | صحن صغير يوضع على المائدة، وفيه فاتحات الشهية من الطعام. |
| الصاحب                                        | من ألقاب الوزراء. و"الصاحبي" نسبة إليه للمبالغة. |
| الكافل                                        | من ألقاب نائب السلطنة. |
| إقطاع                                         | دخل الأمير أو المملوك من خراج أرض أو بلدة. |
| أعلام                                         | عدة رايات، منها راية عظيمة من حرير أصفر مطرزة بالذهب، عليها ألقاب الملك واسمه وتسمى العصابة، وراية عظيمة في رأسها خصلة من الشعر تسمى الجاليش، ورايات صفر صغار تسمى السناجق. |
| بابا                                          | اسم كان يطلق على غلمان الطشت خاناه وكانت من ضمن وظائفه الاشراف على قباض اللحم. (انظر قابض اللحم) |
| البحرية                                       | طائفة من الجنود يبيتون بالقلعة وحول دهاليز السلطان في السفر لحراسة السلطان. أول من رتبهم وسماهم بهذا الاسم السلطان الأيوبي الصالح نجم الدين أيوب. |
| بنكام الرمل                                   | الساعة الرملية. بنكان معرب إما من الكلمة الفارسية پنکان أو من أصل يوناني. |
| بيمارستان                                     | أيضاً مارستان. مستشفى وكان الطب يدرس به كذلك. |
| بريد جوى                                      | بريد يرسل عن طريق الحمام الزاجل. نظمه وتوسع في استخدامه السلطان الظاهر بيبرس |
| بيت المال                                     | الخزانة العامة |
| تجار الكارمية                                 | فئة من التجار كانت بيدها تجارة البهار الوارد من الهند. |
| التخت                                         | عرش السلطان |
| الچتر                                         | بجيم معطشة ومكسورة. انظر (المظلة (السلطانية)) |
| جامكية                                        | أجر المملوك أو منحته الشهرية، كانت تعطى من غلة الوقف. |
| جاشنكير                                       | متذوق مأكل ومشرب السلطان أو الأمير للتأكد من خلوه من السم. |
| جاندار                                        | لقب يطلق على الذي يستأذن على الأمراء وغيرهم في أيام المواكب عند الجلوس بدار العدل. وهو مركب من لفظين: الأول "جان" ومعناه الروح، والثاني "دار" ومعناه الممسك، فيكون المعنى الممسك للروح، وهو الحافظ لدم السلطان، فلا يأذن عليه إلا لمن يأمن عاقبته.                                                                                      |
| الجاليش                                       | راية عظيمة في رأسها خصلة من الشعر. |
| جاويش                                         | منصب عسكري. أصل اللفظ تركي أو فارسي أو مغولي. |
| الجلبان                                       | إحدى فرق الجيش المملوكي وكان يشتريهم السلطان لنفسه. |
| جنائب                                         | جمع جنب، الخيول التي كانت تتبع السلطان في الحروب لاحتمال الحاجة إليها. |
| حافظ الأسرار                                  | من القاب كاتب السر. |
| برددار                                        | وتعني حرفيًا "صاحب الستارة" أي الحاجب، وهو المكلف بفتح الستارة أو غلقها على باب الأمير أو الوزير. |
| جمدار                                         | الذي يلبس السلطان ثيابه. |
| حراقة                                         | نوع من السفن الحربية الخفيفة كانت تستخدم لحمل الأسلحة النارية. |
| خان                                           | مخزن تجاري يبيع نوع معين من البضائع. |
| خادم الحرمين الشريفين                         | من ألقاب السلطان. |
| خزندار                                        | تكتب كثيراً خازندار وهو خطأ (القلقشندي). مشرف على خزائن أموال السلطان من نقد وقماش وغير ذلك. |
| خاصكية                                        | أقرب المماليك السلطانية على السلطان. وهم الحرس الشخصي للسلطان. وكانوا يسوقون المحمل الشريف. / أو مماليك ينتمون إلى فئة واحدة من المماليك تلتف حول أحد كبار الأمراء. |
| خليل أمير المؤمنين                            | من ألقاب أولاد السلطان. |
| خند                                           | زوجة السلطان |
| خشداشية                                       | مماليك ينتمون إلى نفس الأمير أو السلطان. |
| خواجا أو خواجه                                | لفظ فارسي دخيل في التركية ورسم في اللغتين بهاء في آخره، وهو لقب تكريم عندهم يرادف الأغا والأفندي والسيد، ويطلق أيضاً على الأساتذة المعلمين والمشايخ المعممين، ولقب به كبار التجار منذ القرن السابع الهجري، وظل مستعملاً بمصر حتى القرن الثالث عشر الهجري. و"الخواجكي" نسبة إليه للمبالغة.                                                 |
| العصابة                                       | راية عظيمة من حرير أصفر مطرزة بالذهب، عليها ألقاب السلطان واسمه. |
| علامة سلطانية                                 | رسم توقيع السلطان الذي يضعه على مستندات السلطنة ورسائله |
| الغاشية                                       | غاشية سرج من أديم مخروزة بالذهب. كانت يحملها " الركاب دارية " بين يدي السلطان في المواكب. |
| الملاذي                                       | من ألقاب الوزراء |
| النفير العام                                  | حالة الطوارئ العامة في البلاد وتعلن عند نشوب حرب أو حدوث هجوم خارجي. |
| رأس البلغاء                                   | من ألقاب أكابر كتاب الإنشاء ككاتب السر. |
| رأس نوبة                                      | المشرف على المماليك السلطانية. وجرت العادة أن يقوم بالوظيفة أربعة أمراء: مقدم ألف وثلاثة طبلخاناه ممن تحت امرة كل منهم على الأقل أربعين فارس.. |
| رختوان                                        | جمعها رختوانية. خادم منوط بحفظ الأثاث والعناية به في قصر السلطان. كان من الرختوانية من يخدم في الطشت خاناه. |
| ركاب دار                                      | حامل الغاشية بين يدي السلطان في المواكب وقت الاحتفالات وهو تابع للركاب خاناه. |
| ركاب خاناه                                    | بيت الركاب الذي تكون فيه السروج واللجم وله موظف خاص يدعى مهتار الركاب خاناه. |
| زردخاناه                                      | بيت الزرد لما فيها من دروع وزرد. كان يحفظ فيها السلاح. وهي أيضاً السلاح خاناة. |
| زمام                                          | زَمّام الآدر الشريفة، وتأتي أهمية تلك الوظيفة لارتباطها بالإشراف على دور الحريم السلطانية وتحمل المسئولية عن كل ما يتعلق بها، وبالتالي فقد كان يشترط في الموظف أو الأمير الذي يتولاها أن يكون من الأشخاص المقربين للسلطان للدرجة التي تجعله يضع ثقته فيه وتكليفه بالإشراف على كافة شئون نسائه.                                            |
| دبندار                                        | ضارب الطبول. |
| الدهليز                                       | خيمة السلطان التي كان يقيم بها وقت السفر والمعارك. كانت مركز قيادة الجيش في المعارك. |
| دوادار أو داودار                              | حامل دواة السلطان. من وظائفه إبلاغ الرسائل عن السلطان. |
| فندق                                          | مكان للإقامة نظير أجر. من أشهر فنادق القاهرة في العصر المملوكي: دار التفاح، وفندق بلال، وفندق الصالح. |
| قابض اللحم                                    | كانت وظيفته توزيع اللحم على المماليك السلطانية. |
| كافل الممالك الشريفة الإسلامية الأمير الأمري. | لقب نائب السلطنة المقيم بمصر |
| كُشاف                                          | يشرف على الأراضي والجسور ويسمى أيضاً كاشف التراب وكاشف الجسور. وهو أيضاً جابي الضرائب. |
| كوسات                                         | صنوجات من نحاس، كانت يدق بأحدها على الآخر بإيقاع مخصوص. كان يدق بها مرتين في القلعة في كل ليلة ن ويدار بها في جولنبها مرة بعد العشاْ، ومرة قبل الفجر. وكان أيضاً يدار بها حول خيام السلطان في سفره. |
| كوسي                                          | ضارب الكوسات (الصنوج النحاس). |
| لسان السلطنة                                  | من ألقاب كاتب السر. |
| مقدم المماليك                                 | المشرف على الممالك السلطانية. عادة يكون أمير طبلخاناه وله نائب أمير عشرة. |
| مماليك كتابية                                 | مماليك تحت التدريب يعيشون في الطباق. |
| مماليك سلطانية                                | جنود من الطبقة الأولى. أشد مماليك السلطان قرباً، وأعظم الأجناد شأناً، وأرفعهم قدراً، وأوفرهم إقطاعاً. كانوا فرقة واحدة مؤلفة من عدة فئات هي: الخاصكية، والأجلاب، والقرانيص، والسيفية. ويطلق على مماليك السلطان عامة اسم مماليك الطباق والمماليك الكتابية لأنهم كانوا يسكنون طباق القلعة "المدرسة العسكرية".                                 |
| مماليك الأمراء                                | تشبه طائفة المماليك السلطانية إلا أن أفرادها يتبعون أمرائهم الذين اشتروهم وتتكون منهم الوحدات العسكرية التي يصطحبها الأمراء معهم إلى الحرب. |
| المقصورة السلطانية                            | مكان السلطان للصلاة بالجامع مع خاصكيته. كانت توجد بجامع قلعة الجبل قرب المنبر. |
| مُنفر                                          | ضارب البوق. |
| مدورة السلطان                                 | خيمة السلطان التي كان يقيم بها أثناء أسفاره. |
| المظلة (السلطانية)                            | وتسمى "الچتر"، قبة من حرير أصفر مزركش بالذهب؛ على أعلاها طائر من فضة مطلية بالذهب، كانت تحمل على رأس السلطان في العيدين. |
| مرقدار                                        | خادم بالمطابخ السلطانية |
| مهمندار                                       | مستقبل الرسل الواردين وشيوخ العربان وغيرهم. (مهمن بالفارسية تعنى الضيف) |
| مهتار                                         | مشرف على بيت من البيوت السلطانية كبير على طائفة من غلمان الحواصل كالطشت خاناه والفراش خاناه. وكان يلقب بالحاج وحتى إن لم يكن قد حج البيت. |
| نائب السلطنة                                  | نائب السلطان المباشر المقيم بالقاهرة، يحكم في كل ما يحكم فيه السلطان ويعلم التقاليد والتواقيع والمناشير، ويستخدم الجند من غير مشاورة السلطان. ويحمل لقب كافل الممالك الشريفة الإسلامية الأمير الأمري تميزاً له عن نواب السلطان في توابع السلطنة بالشام وغيرها.                                                                           |
| نائب الأسكندرية                               | نائب عن السلطان بالأسكندرية وكان بها كرسي سلطنة. وهو من الأمراء المقدمين يركب في المواكب ومعه أجناد الحلقة. |
| نائب الوجه القبلي                             | أعلى من نائب الوجه البحري. مقر نيابته كانت في أسيوط. ويحكم على جميع بلاد الوجه القبلي. |
| نائب الوجه البحري                             | من الأمراء المقدمين في رتبة مقدم العسكر بغزة. مقر نيابته كانت في دمنهور |
| ناظر البيمارستان                              | يشرف على البيمارستان المنصوري (المستشفى). وكانت مرتبته عالية. عادة من أكابر أمراء مصر. |
| نقيب الجيوش                                   | المشرف على تزيين الجنود في عروضهم ومعه يمشي النقباء. وهو الذي يحضر الأمير أو الجندي إلى السلطان أو النائب أو الحاجب في حالة طلبه. |
| السناجق                                       | رايات صفر صغار. |
| شاد الدواوين                                  | مساعد الوزير والمشرف على استخلاص الأموال. عادة يكون أمير عشرة. |
| شاد العمائر                                   | المشرف على العمائر السلطانية من قصور ومنازل وأسوار وغيرها مما يطلب السلطان. عادة يكون أمير عشرة. |
| شاد الشراب خاناه                              | المشرف على الشراب خاناه السلطانية وما بها من مشروبات وفواكه. |
| شعار السلطنة                                  | تنظيم معين لموكب السلطان كسير مماليكه وأمراءه معه ورفع رايات وسناجق سلطانية وما نحو ذلك. |
| طبلخاناه                                      | بيت الطبل. مخزن الطبول والأبواق وتوابعها من الآلات. كان يشرف عليها أمير من أمراء العشرات يعرف بامير علم. / طبول متعددة معها أبواق وزمر كانت تدق كل ليلة في قلعة الجبل بعد صلاة المغرب. وتصحب في اسفار السلطان والحروب. |
| قلعة الجبل                                    | محل إقامة السلطان وكانت فوق جبل المقطم بالقاهرة. |
| قرانصة                                        | مماليك تحولوا إلى خدمة أمير آخر أو سلطان جديد. |
| طباق                                          | محل إقامة المماليك المستجدين بقلعة الجبل. |
| الطشت خاناه                                   | بيت الطشت. فيها يكون الطشت الذي تغسل فيه الأيدي والطشت الذي يغسل فيه القماش. وفيها يكون ملبس السلطان ونعل البيت ومقاعده والسجادات التي يصلي عليها. |
| والي القاهرة                                  | يحكم في القاهرة وضواحيها، وهو أكبر ولاة مصر. ويدعى أيضاً باسم والي الشرطة ووالي الحرب.عادة أمير طبلخاناه. |
| والي الفسطاط                                  | يحكم في مصر (المدينة). عادة أمير عشرة. |
| والي القرافة                                  | يحكم في القرافة، وهي مدافن القاهرة والفسطاط بمراجعة والي مصر (المدينة) عادة أمير عشرة. في فترة لاحقة أضيفت القرافة إلى مصر (المدينة) وصارت ولاية واحدة. |
| والي القلعة                                   | يشرف على أكبر أبواب قلعة الجبل بالقاهرة (باب المدرج). أمير طبلخاناه |
| والي باب القلة                                | يشرف على باب القلة (كانت هناك قلة بناها الظاهر بيبرس وهدمها المنصور قلاوون) |
| وزير                                          | من أجل أرباب الدولة وأرفعهم رتبة. ولكن اختصاصاته لا تتجاوز الأمور المالية وبعض الأمور الإدارية. أبطلت الوزارة في عهد السلطان الناصر محمد بن قلاوون. وصار يقوم بعمل الوزير ناظر المال، وشاد الدواوين، وناظر الخاص. |